# هکتور (فیلم)
هکتور (انگلیسی: Hector) فیلمی در ژانر کمدی است.